# Peter Ijeh
Peter Ijeh (Lagos, 28 de março de 1977) é um futebolista nigeriano que atua como atacante. Atualmente, joga pelo Syrianska FC, da Suécia.